# Dörthe Jung

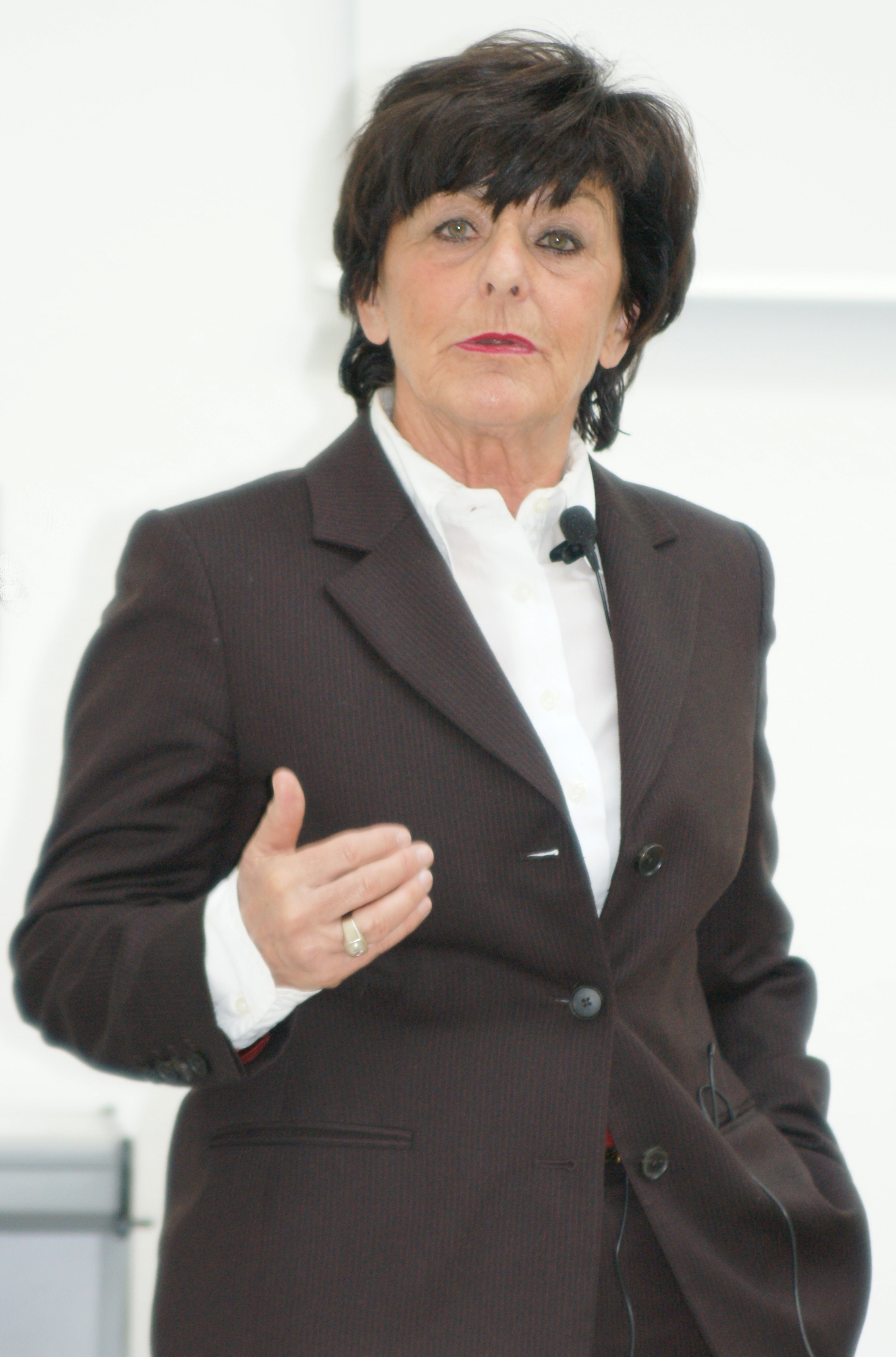
Dörthe Jung

Dörthe Jung (* 2. April 1949) in Frankfurt am Main ist eine deutsche Autorin und Unternehmensberaterin, die sich mit zahlreichen Projekten und Publikationen für die Umsetzung von Geschlechtergerechtigkeit in Gesellschaft, Politik und Wirtschaft eingesetzt hat.

## Leben und Werk

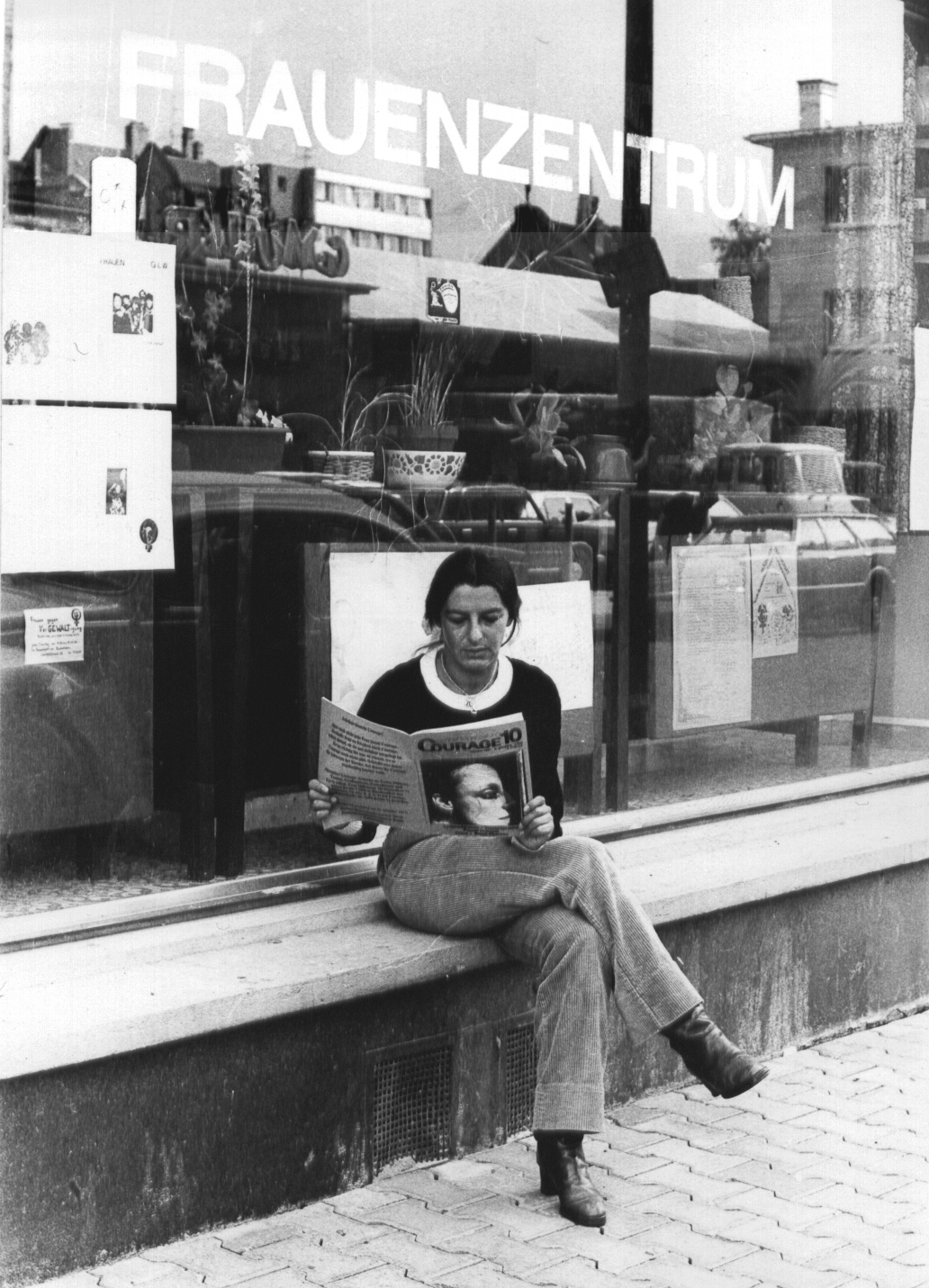
Dörthe Jung 1975 vor dem Frauenzentrum Frankfurt-Bockenheim

Dörthe Jung studierte Soziologie an der Johann Wolfgang Goethe-Universität Frankfurt am Main und schloss 1974 mit einem Diplom ab. Sie war eine Aktivistin der Neuen Frauenbewegung in der Bundesrepublik Deutschland, die sich im Verlauf der Studentenbewegung entwickelt hatte, und Mitgründerin mehrerer Frauenprojekte des Feminismus der sogenannten Zweiten Welle. Später war sie bundes- und europaweit in der Politikberatung bzw. in der Unternehmensberatung tätig und konzentrierte sich in diesem Kontext darauf, Geschlechtergerechtigkeit in den Arbeits- und Entscheidungsstrukturen in Organisation, Kommunalverwaltung und Unternehmen umzusetzen.

## Feminismus und autonome Frauenpolitik
Dörthe Jung rief etliche Frauenprojekte mit ins Leben. Es begann 1975 mit der Gründung des Frankfurter Frauenzentrums Bockenheim. 1978 war sie Mitbegründerin des Vereins zur beruflichen Förderung von Frauen (VbFF). 1982 gehörte sie zu den Gründerinnen der Frankfurter Frauenschule, einem autonomen Frauenbildungsprojekt, das die aktuelle und historische Diskriminierung von Frauen zum Mittelpunkt der Bildungsarbeit machte. 1984 war sie Mitinitiatorin bei der Gründung des Vereins Frauenbetriebe – Qualifikation für die berufliche Selbständigkeit von Frauen, eine der ersten Initiativen in der Bundesrepublik, die Frauen dabei unterstützte, beruflich selbständig zu werden.
Zwei Jahre später (1986–1987) zählte sie zu den Gründerinnen und Stiftungsrätinnen der Frauenanstiftung e.V. in Hamburg, eine der von Bündnis 90/Die Grünen anerkannten Teilstiftungen. Die Frauenanstiftung förderte autonome Frauenprojekte im In- und Ausland und betrieb ein Studienwerk für Frauen. Die Stiftung fusionierte 1996 mit den beiden anderen Teilstiftungen zur heutigen Heinrich-Böll-Stiftung in Berlin. Aus der Zusammenlegung entstand das spätere Gunda-Werner-Institut, das die unterschiedlichen Ideen von Feminismus und Geschlechterdemokratie miteinander verbinden wollte.
In zahlreichen Veröffentlichungen begleitete Dörthe Jung die Entwicklungsstadien der Neuen Frauenbewegung und ihrer Strategien bis in die 2000er Jahre reflexiv und selbstkritisch. Sie machte vor allem auf die Notwendigkeit einer stärkeren Einmischung autonomer Frauenprojekte in bestehende gesellschaftliche Institutionen und in herkömmliche Politik aufmerksam. Dieser Standpunkt war innerhalb der autonomen Frauenbewegung heftig umstritten.

## Institutionelle Frauenpolitik
Dörthe Jung gestaltete die gesetzliche und organisatorische Verankerung der Gleichstellung von Frauen in der Gesellschaft aktiv mit. Sie beteiligte sich ab 1983 an der Erarbeitung des Hessischen Aktionsprogramms für Frauen, das zum ersten Gleichstellungsgesetz in Hessen führte: dem Gesetz über die Gleichberechtigung von Frauen und Männern und zum Abbau von Diskriminierung von Frauen in der öffentlichen Verwaltung (HGIG). Als persönliche Referentin der ersten Frankfurter Frauendezernentin Margarethe Nimsch baute Dörthe Jung von 1989 bis 1990 die kommunale Frauenpolitik als Querschnittsaufgabe auf; die Lebenssituation von Frauen sollte in allen Bereichen der städtischen Politik berücksichtigt und nicht wie damals üblich auf ‚Frauenthemen‘ beschränkt werden. In den Folgejahren unterstützte sie überregional mit Politikberatung die ersten Frauenministerinnen Heide Pfarr in Hessen sowie Waltraud Schoppe in Niedersachsen und beriet Gleichstellungsbeauftragte bei der praktischen Umsetzung des Gleichstellungsgesetzes in der Bundesrepublik.
In den 1990er Jahren entwickelte Dörthe Jung die europäische Gleichstellungsstrategie des Gender-Mainstreaming weiter und beriet Verwaltungen und Unternehmen dabei, geschlechtergerechte Maßstäbe in ihrer Organisationspraxis konkret umzusetzen. Sie publizierte zahlreiche praktische Gestaltungshilfen zu Gender-Mainstreaming und entwickelte die Strategie auch transnational weiter, gemeinsam mit anderen europäischen Städten.
Ab 2000 führte Dörthe Jung ihr frauenpolitisches Engagement fort, indem sie Frauenprojekte sozialwissenschaftlich begleitete und unterstützte, wie zum Beispiel ein Programm zum beruflichen Wiedereinstieg von Frauen nach der Elternzeit („jumpp-Frauenbetriebe“) sowie ein interkulturelles Mentoringprogramm, das Migrantinnen beim Übergang vom Studium zum Beruf unterstützte. Von 2020 bis 2024 begleitete sie zugewanderte junge Frauen und Mädchen bei vom Filmhaus Frankfurt geförderten Videoprojekten, in denen die Teilnehmerinnen sich unter anderem mit der Bedeutung der Demokratie auseinandersetzten und lernten, sich in selbst erstellten Kurzfilmen öffentlich zu artikulieren.

## Auszeichnungen
Im Jahr 2011 verlieh die Stadt Frankfurt Dörthe Jung für ihr frauen- und gleichstellungspolitisches Engagement den Tony-Sender-Preis, verbunden mit einem Eintrag ins Goldene Buch der Stadt Frankfurt.

## Publikationen und Herausgeberschaft
- Dörthe Jung, Gunhild Küpper: Gender Mainstreaming und betriebliche Veränderungsprozesse. Kleine Verlag, Bielefeld 2001, ISBN 3-89370-348-9.
- Dörthe Jung, Helga Braun (Hrsg.): Globale Gerechtigkeit? Feministische Debatte zur Krise des Sozialstaats. Konkret Verlag, Hamburg 1997, ISBN 3-89458-155-7.
- Dörthe Jung, Margarete Krannich u. a. (Hrsg.): Die Praxis des Gender Mainstreaming auf dem Prüfstand; Stärken und Schwächen der nationalen Umsetzungspraxis; Dokumentation der gleichnamigen Fachtagung vom 29. Januar 2004 in Frankfurt am Main. Heinrich Böll-Stiftung Hessen, Frankfurt a. M. 2005, ISBN 3-930832-10-0.

## Beiträge in Büchern und Zeitschriften (Auswahl)
- Neue Führungskultur, Kundenorientierung, Flexibilisierung: die private Wirtschaft braucht Gender Mainstreaming, In: Michael Meuser, Claudia Neusüss (Hrsg.): Gender-Mainstreaming. Konzepte, Handlungsfelder, Instrumente, Berlin 2004, ISBN 3-89331-508-X, S. 206–217.
- Gender Mainstreaming als nachhaltige Veränderungsstrategie. In: Heinrich-Böll-Stiftung (Hrsg.): Geschlechterdemokratie wagen. Ulrike Helmer Verlag, Königstein 2003, ISBN 978-3-89741-113-5, S. 193–199.
- Arbeitsorganisatorischer Wandel und Geschlechtergerechtigkeit, In: Margret Krannich; Angelika Blickhäuser u. a. (Hrsg.): Geschlechterdemokratie in Organisationen. Frankfurt a. M. 1999, ISBN 3-930832-08-9, S. 11–14.
- Kommunale Frauenbeauftragte im Spagat zwischen Verrechtlichung und Mainstreaming. In: Frauenbeauftragte. Zu Ethos, Theorie und Praxis eines jungen Berufs. Ulrike Helmer Verlag, Königstein 1998, ISBN 3-927164-66-6, S. 197–210.
- Der diskrete Eintritt in die Macht. In: Hessische Landeszentrale für politische Bildung und WEIBH (Hrsg.): Frauen Stadt Geschichte: zum Beispiel Frankfurt am Main. Ulrike Helmer Verlag, Königstein 1995, ISBN 3-927164-29-1, S. 198–219.
- Demokratie und Differenz. Wege aus der Defensive. In: Mechtild M. Jansen, Sigrid Baringhorst u.a (Hrsg.): Frauen in der Defensive? Zur backlash-Debatte in Deutschland; Perspektiven aktueller Frauenforschung." Lit Verlag Münster, 1995, Band 2, ISBN 3-8258-2695-3, S. 157–168.
- Das Experiment Frauenbewegung. Strukturen der politischen Praxis von Frauen. In: Renate Rieger (Hrsg.): Der Widerspenstigen Lähmung? Frauenprojekte zwischen Autonomie und Anpassung. Campus Verlag, Frankfurt a. M. und New York 1993, ISBN 3-593-34931-0, S. 23–38.
- Abschied zu neuen Ufern : Frauenpolitik in der Krise, in: Beiträge zur feministischen Theorie und Praxis, Jg. 16 (1993) Nr. 35, S. 47–53.
- Frauenpolitische Politikberatung. Feministische Think Tanks in den Vereinigten Staaten, In: Femina Politica. Zeitschrift für feministische Politikwissenschaft, Heft 2, 1997, S. 45–57.
- Doing Politics. Die Krise der Arbeitsgesellschaft als Chance für feministische Reformen. In: Die Neue Gesellschaft. Frankfurter Hefte, 43. Jahrgang, Heft 11, Bonn 1996, S. 1017–1020.